# 変貌 パート2
「変貌 パート2」（原題: Becoming Part II ）は、『バフィー 〜恋する十字架〜』の第2シーズン第22話。第2シーズンの最終回である。

## ストーリー
親友ケンドラを殺されたバフィーに殺人容疑がかかる。ジャイルズを拉致したアンジェラスたちは、ドゥルーシラに催眠術を使うよう提案する。催眠術によってジェニー・カレンダーに成りすましたドゥルーシラは、ジャイルズからアカスラを目覚めさせる方法を聞きだす。一方、アンジェラスにドゥルーシラをとられてしまったスパイクはバフィーの前に現れ、和解案を持ちかける。剣を手に戦いに赴くバフィーにスナイダーは退学を宣告する。ウィローは失敗した復活の魔法をもう一度かけることを決断、ザンダーにバフィーにこの件を連絡するよう頼む。しかし、ザンダーはバフィーに対し、ウィローが「エンジェルを葬るようにと言った」とうそをつく。バフィーがアンジェラスにとどめを刺そうとしたとき、ウィローの魔力で彼はエンジェルとなる。しかし、バフィーはエンジェルをアカスラとともに串刺しにするのだった。

## 配役
※俳優名（役名/声優名）の順。

### メイン・キャスト
- サラ・ミシェル・ゲラー（バフィー・アン・サマーズ / 水谷優子）
- ニコラス・ブレンドン（ザンダー・ハリス / 鳥海勝美）
- アリソン・ハニガン（ウィロー・ローゼンバーグ / 大坂史子）
- カリスマ・カーペンター（コーディリア・チェイス / 手塚ちはる）
- アンソニー・スチュワート・ヘッド（ルパート・ジャイルズ / 金尾哲夫）
- デヴィッド・ボレアナズ（エンジェル / アンジェラス / 堀内賢雄）

### 特別ゲスト
- マックス・パーリッチ（ウェスラー）

### ゲスト出演
- セス・グリーン（ダニエル・オズボーン / 佐々木望）
- クリスティン・サザーランド（ジョイス・サマーズ / 松岡洋子）
- ロビア・ラ・モルテ（ジェニー・カレンダー / 山像かおり）
- ジェームズ・マースターズ（スパイク / 堀川仁）
- ジュリエット・ランドー（ドゥルーシラ / 高橋理恵子）
- アーミン・シマーマン（スナイダー校長 / 水内清光）
- ジェームズ・G・マクドナルド（ステイン刑事）

### 助演
- スーザン・レスリー（婦警）
- トマス・G・ウェイト（警官）